# Струмінь (математика)
Струмінь відображення {\displaystyle f} на многовиді {\displaystyle M} — це операція, що співставляє кожній точці {\displaystyle x} із {\displaystyle M} деякий поліном (обрізаний поліном Тейлора {\displaystyle f} в точці {\displaystyle x}). З точки зору теорії струменів ці поліноми розглядаються не як поліноміальні функції, а як абстрактні алгебричні багаточлени, що залежать від точки многовиду.
Два відображення {\displaystyle f,{\tilde {f}}:\mathbb {R} \rightarrow M} мають однаковий {\displaystyle k}-струмінь у точці {\displaystyle x\in \mathbb {R} ,} якщо {\displaystyle f(x)={\tilde {f}}(x)} та якщо у будь-якій локальній карті у окілі точки {\displaystyle f(x)} розклади у ряд Тейлора функцій {\displaystyle f(x)} та {\displaystyle {\tilde {f}}(x)} збігаються до порядку {\displaystyle k} включно. Клас еквівалентності, який визначається відображенням {\displaystyle f}, позначається {\displaystyle (j^{k}f)(x).} Сукупність усіх {\displaystyle k}-струменів утворює многовид струменів {\displaystyle J^{k}(M,\mathbb {R} )}, де координата на {\displaystyle \mathbb {R} } й довільна локальна карта {\displaystyle y^{\alpha }} на {\displaystyle M} визначають деяку систему координат на {\displaystyle J^{k}(M,\mathbb {R} ).}
Многовидом 1-струменів {\displaystyle J^{1}(B^{n},\mathbb {R} )} функцій на {\displaystyle B^{n}} називається многовид {\displaystyle M^{2n+1}=T^{*}B^{n}\times \mathbb {R} } із контактною 1-формою {\displaystyle dz-p\,dq} (де {\displaystyle p\,dq} — форма дії на фазовому просторі {\displaystyle T^{*}B^{n},} a {\displaystyle z} — координата). Наприклад, якщо {\displaystyle B^{n}=S^{1}} є окружністю, то многовид {\displaystyle J^{1}(B^{n},\mathbb {R} )} є дифеоморфним повноторію (внутрішності {\displaystyle S^{1}\times \mathbb {R} } двохвимірного тору). На цьому многовиді визначені координати ({\displaystyle q(\mathrm {mod} \,\,2\pi ),p,z}).Лежандровим підмноговидом {\displaystyle {\mathfrak {M}}^{n}\subset M^{2n+1}} є підмноговид, на якому контактна 1-форма перетворюється на нуль. Наприклад, будь-якій функції {\displaystyle g:B^{n}\rightarrow \mathbb {R} } відповідає лежандровий переріз {\displaystyle {\mathfrak {M}}^{n}} розшарування {\displaystyle J^{1}(B_{n},\mathbb {R} )\rightarrow B^{n}}, задане формулами
{\displaystyle p={\frac {\partial g}{\partial q}},\quad \quad z=g(q).}
Многовид {\displaystyle {\mathfrak {M}}} залежить лише від функції {\displaystyle g,} а не від вибору локальної карти; ця формула зіставляє точці {\displaystyle q\in B^{n}} кодотичний вектор {\displaystyle dg} та число {\displaystyle g(q).} Вкладений лежандровий підмноговид {\displaystyle {\mathfrak {M}}^{n}\subset J^{1}(B^{n},\mathbb {R} )} є квазіфункцією на {\displaystyle B^{n}} якщо він належить компоненті зв'язності нульового перерізу ({\displaystyle p=0,z=0}) у просторі вкладених лежандрових підмноговидів многовиду 1-струменів функцій на {\displaystyle B^{n}.} Проєкція квазіфункції з простору 1-струменів у фазовий простір (при натуральному відображенні забування значення функції) є точним лагранжевим підмноговидом у {\displaystyle T^{*}B^{n}.} Цей підмноговид може виявитися не вкладеним, а лише зануреним у {\displaystyle T^{*}B^{n}} (самопересічним). Усілякий точний лагренжевий підмноговид {\displaystyle L^{n}}, занурений до {\displaystyle T^{*}B^{n},} отримується цим способом з деякого лежандрового многовиду {\displaystyle {\mathfrak {M}}^{n}\in J^{1}(B^{n},\mathbb {R} )} (який є визначеним із точністю до зсувів осі {\displaystyle z,} якщо {\displaystyle L^{n}} є зв'язним). Однак, {\displaystyle {\mathfrak {M}}^{n}} може бути лише зануреним (самопересічним у (2n+1)-вимірному многовиді струменів {\displaystyle J^{1}(B^{n},\mathbb {R} )}).

## Теорема Чеканова
Нехай {\displaystyle E=M\times W,{\mathfrak {M}}} — {\displaystyle E}-квазіфункція. Тоді число точок самоперетину проєкції {\displaystyle {\mathfrak {M}}} у {\displaystyle T^{*}M} загального положення не менше, ніж {\displaystyle {\frac {1}{2}}[\sum b_{i}(M)(\sum b_{i}(W))^{2}-\sum b_{i}({\mathfrak {M}})].}
Квазіфункція на окружності {\displaystyle B^{n}=S^{1}} має не менше двох квазікритичних точок. Проєкції усіх лежандрових вузлів із компоненти, яка містить {\displaystyle {\mathfrak {M}}} у {\displaystyle T^{*}S^{1},} мають принаймні три точки самоперетину із врахуванням кратності. Достатньо у процесі гомотопії припустити один самоперетин, і можна отримати лежандровий многовид {\displaystyle {\mathfrak {M}}_{1},} гомотопний у класі лежандрових вкладень многовиду {\displaystyle {\mathfrak {M}}_{2},} у якого одна точка самоперетину проєкції у {\displaystyle T^{*}S^{1}.}

## Струмені на еклідовому просторі

### Аналітичне означення
Струмені і простори струменів можуть бути означені, використовуючи принципи математичного аналізу. Означення можна узагальнити на гладкі відображення між банаховими просторами, аналітичними функціями у дійсній або комплексній області, на {\displaystyle p}-адичний аналіз тощо.
Нехай {\displaystyle X,Y} — гладкі многовиди. Гладкі відображення {\displaystyle f,g:X\rightarrow Y} є {\displaystyle p}-еквівалентними у точці {\displaystyle x\in X,} якщо {\displaystyle f(x)=g(x),} та у цій точці частинні похідні до порядку {\displaystyle p} включно є однаковими. Це визначення є інваріантним відносно вибору локальних координат як у {\displaystyle X,} так й у {\displaystyle Y,} тому воно визначає геометричний об'єкт — струмінь відображення. Конкретніше, струмінь порядку {\displaystyle p}, який задається відображенням {\displaystyle f,} є класом еквівалентності відображень по відношенню {\displaystyle j_{x}^{p}f.} Точка {\displaystyle x} є початком струменя, а її образ {\displaystyle f(x)} — кінцем струменя. Множина {\displaystyle p}-струменів, імерсійованих до {\displaystyle Y} з початком {\displaystyle x} та кінцем {\displaystyle y} позначається {\displaystyle J_{x,y}^{p}(X,Y).}
Множина {\displaystyle p}-струменів утворює диференціальну групу порядку {\displaystyle p} у точці {\displaystyle 0\in \mathbb {R} ^{n}} усеможливих дифеоморфізмів окілів цієї точки, залишаючих її нерухомою. Таким чином, {\displaystyle D_{n}^{p}} є групою із добутком, який визначається композицією струменів:
{\displaystyle j_{0}^{p}(g)\circ j_{0}^{p}(h){\overset {def}{=}}j_{0}^{p}(g\circ h).}
Ідемпотент цієї групи є струменем тотожного відображення. Зворотним елементом до {\displaystyle j_{0}^{p}(g)} є {\displaystyle 0\in \mathbb {R} ^{n}}-струмінь дифеоморфізму, зворотного до {\displaystyle g.} Репером {\displaystyle e_{x}^{p}} порядку {\displaystyle p} у точці {\displaystyle x} многовиду {\displaystyle M} є {\displaystyle p}-струмінь {\displaystyle j_{0}^{p}(f)} дифеоморфізму {\displaystyle f:(\mathbb {R} ^{n},0)\rightarrow (M,x),} де {\displaystyle (\mathbb {R} ^{n},0)} та {\displaystyle (M,x)} — окіли точок {\displaystyle 0} та {\displaystyle x} відповідно.
Многовид {\displaystyle H^{p}(M)} усіх {\displaystyle p}-реперів наділений структурою головного розшарування над базою {\displaystyle M} із канонічною проєкцією {\displaystyle \pi _{p}:H^{p}(M)\rightarrow M,} де {\displaystyle \pi _{p}(e_{x}^{p})=x,} та праводіючою диференціальною групою {\displaystyle D_{n}^{p}} порядку {\displaystyle p}. Стандартні координати у {\displaystyle \mathbb {R} ^{n}} породжують глобальну карту на {\displaystyle D_{n}^{p}} із координатами
{\displaystyle (u_{j}^{i}(l^{p})),u_{jk}^{i},...,u_{j_{1}...j_{p}}^{i}(l^{p}),\quad \quad l^{p}\in D_{n}^{p},}
симетричними по нижнім індексам.
Нехай {\displaystyle T^{2}\mathbb {R} ^{n}=J_{0,0}^{2}(\mathbb {R} ,\mathbb {R} ^{n}).} На асоційованому розшаруванні визначена лівостороння дія групи {\displaystyle D_{n}^{2}} за законом композиції 2-струменів:
{\displaystyle d^{2}\cdot \xi :\xi \mapsto d^{2}\circ \xi ,\quad \quad \xi \in T^{2}\mathbb {R} ^{n},\quad d^{2}\in D_{n}^{2}.}
На декартовому добутку {\displaystyle P^{2}M\times T^{2}\mathbb {R} ^{n}} визначена правостороння дія цієї групи:
{\displaystyle (e_{x}^{2},\xi )\cdot d^{2}=(e_{x}^{2}\cdot d^{2},\,(d^{2})^{-1}\cdot \xi ).}
Многовид {\displaystyle E} орбіт відносно даної дії є розшаруванням над {\displaystyle M,} асоційованим із {\displaystyle P^{2}M,} канонічна проєкція {\displaystyle \lambda } з {\displaystyle P^{2}M\times T^{2}\mathbb {R} ^{n}} на {\displaystyle E} визначається за законом
{\displaystyle \lambda :(e_{x}^{2},\xi )\mapsto (e_{x}^{2},\xi )\cdot D_{n}^{2}{\overset {def}{=}}\langle e_{x}^{2},\xi \rangle ,}
а дія групи {\displaystyle D_{n}^{2}} на розшаруванні {\displaystyle E} визначається як
{\displaystyle \langle e_{x}^{2},\xi \rangle \cdot l^{2}=\langle e_{x}^{2}\cdot l^{2},\xi \rangle .}
Простір {\displaystyle E} ототожнюється із многовидом 2-швидкостей на {\displaystyle M}
{\displaystyle T^{2}M=\bigcup _{x\in M}J_{0,x}^{2}(\mathbb {R} ,M)}
посередництвом дифеоморфізму {\displaystyle \mu :E\rightarrow T^{2}M,\,\,\,\langle e_{x}^{2},\xi \rangle \mapsto e_{x}^{2}\circ \xi .}